# 下川みくにの見えちゃうラジオ
下川みくにの見えちゃうラジオ（しもかわみくにのみえちゃうラジオ）は、東海ラジオで放送されていたラジオ番組である。
NTTドコモ東海の一社提供。『FOMA presents』をタイトルに冠していた。

## 概要
2005年10月8日スタート。パーソナリティは下川みくに。スポンサー、NTTドコモの映像配信サービス「Vライブ」を通じて、生放送中のスタジオの様子が見られるという番組。中京広域圏を対象としている番組でありながら、FOMAでVライブを視聴すれば全国で見聴き出来るというようになっていた。
基本的にラジオ・Vライブ同時進行なので、臨時に放送時間が変わっても、今まで録音放送となった事は一度も無かった。なお、この番組は東京支社日比谷スタジオからではなく、毎週名古屋市の本社スタジオから放送されていた。
番組スタート当初は、スタジオのセットのアイディアをリスナーから募集して、毎週スタジオをそのセットで飾っていたが、2006年2月18日放送の回からこれが無くなっていた。普通のスタジオの様子が映る他、以前はドコモダケがカメラの真正面に来て大きく映っていたことがあり、最近では、バックにNTTドコモ東海の宣伝用ポスター、下川のポスターを貼るなどのスタイルとなっていた。
放送時間外のFOMAの画面には、3分程のみくにのフリートークとキーワードを書いて送るプレゼントコーナーが録画によって流されていた。また現在では、ラジオの方で曲が流れている間は、Vライブでは下川みくにのプロモーションビデオ、ライブ映像などが流れていた（Vライブへのアクセスナンバー（番組終了後はアクセス切れ）は＊8607＊64088だった）。
2007年8月13日には、名古屋城宵まつりの本丸ステージから初の公開生放送を行った。
2007年10月7日（日曜日）に放送100回を迎え、その記念として2時間スペシャル（14:00～16:00）が放送された。
2008年3月24日放送をもって終了。なお下川は同年4月5日からも『中部電力presents 下川みくにのぐるっと東海エコめぐり』で、引き続き東海ラジオでパーソナリティを務めることになった。

## 放送時間
ナイターオフシーズン中
- 毎週土曜日18:00～19:00 （2005年10月8日～2006年3月25日／2006年11月4日～2007年3月24日）
- 毎週月曜日20:00～21:00 （2007年10月8日～2008年3月24日）
  - 2005年12月24日、2006年12月23日、2007年12月22日（この日（土曜日）はレギュラー放送時間外）は「クリスマススペシャル」として18:00～20:00の2時間放送 （いずれも、この日がその年の最後の放送となっている）。

ナイターシーズン中
- 毎週月曜日18:30～19:30 （2006年4月3日～2006年9月25日／2007年4月2日～9月10日※）

※ - レギュラー時間帯での放送としては、この日が最後

### 上記以外の放送時間で放送された日
以下は日曜日の16:00～17:00で放送。
- 2006年10月8日～2006年10月29日 （プロ野球の日本シリーズ中継などの関係で）
- 2006年3月5日 - 3月4日が「ワールド・ベースボール・クラシック アジアラウンド・日本-台湾戦」中継のため。
- 2006年4月2日 - 4月1日が「ガッツナイター 中日-広島戦」中継のため。このため本番組は翌4月3日の回と合わせて2日連続放送となった。
- 2006年7月23日 - 7月17日が「ドラゴンズスペシャル 横浜-中日戦」中継のため。
- 2006年8月20日 - 8月14日が「ドラゴンズスペシャル 広島-中日戦」中継（降雨ノーゲームのため途中で中継終了）のため。
- 2006年9月24日  - 9月18日は「ドラゴンズスペシャル(デーゲーム) 横浜-中日戦」放送延長時間確保のため。
- 2007年4月1日 - 3月31日が「ガッツナイター 中日-ヤクルト戦」中継のため。この日も翌4月2日の回と合わせて2日連続放送に。

以下は火曜日の18:30～19:30で放送。
- 2007年5月29日 - 5月28日が「ドラゴンズスペシャル 中日-日本ハム戦」中継のため。
- 2007年6月12日 - 6月11日が「ドラゴンズスペシャル 中日-ロッテ戦」中継のため。

以下は日曜日の12:00～13:00で放送。
- 2007年7月1日 - 6月25日をセ・パ交流戦の予備日として、中継枠を確保していたため。
- 2007年7月22日 - 7月16日が「中日-ヤクルト戦」中継のため。
- 2007年9月9日 - 9月3日を広島-中日戦の予備日として、中継枠を確保していたため。
- 2007年9月23日 - 9月17日がヤクルト-中日戦中継のため。
- 2007年9月30日 - 9月24日が巨人-中日戦中継のため。
- 2007年10月28日 - 10月22日にセントラル・リーグクライマックスシリーズ（巨人-中日）の中継枠を確保していたため（第3戦で終了したため、10月22日の20時台は2COOL!を延長して放送した）。
- 2007年12月9日 - 12月3日が第24回アジア野球選手権大会（兼北京オリンピック野球競技アジア地区予選）・日本-台湾戦中継のため。

### 放送休止日
プロ野球公式戦の予備日に充てられていた関係で「ガッツナイタースペシャル」の中継枠を確保するためなどの理由により本番組は休止となった。
- 2006年5月22日 ロッテ-中日戦 予備日（ただし、雨天中止が無く予定通りに同カードが消化されたため、この日は「実らない桃　新交通システム･桃花台線の一生」等の特別番組が放送された。）
- 2006年6月5日 楽天-中日戦 予備日（こちらも雨天中止がなく、予定通り消化されたため特別番組を放送した）
- 2006年6月19日（中日が前日までに、セ・パ交流戦の全日程を終了した他、この日の他の試合の中継も特に無く、この日は「兵藤ゆきのN.Y.より愛をこめてスペシャル」と「関ジャニ∞スペシャル」を放送。）

また、これ以外にもプロ野球の中日戦が月曜日に開催された場合は中日戦の中継を優先するため放送時間の変更(前述参照)や稀に放送休止になる。

## ゲスト
- ザブングル　2005年12月24日
- 松ヶ下宏之　2006年2月25日、同年12月9日、2007年5月14日、2007年10月7日
- キンモクセイ  2006年8月20日、2007年10月29日、2007年11月5日
- BANANA　2006年12月23日、2007年4月23日
- 伊藤多賀之（電話出演）、ケイ・グラント（電話出演） 2006年12月23日
- 吉本衣里　2007年4月1日（Vライブ視聴者向けに、後半ではビキニ姿になる。）、2007年8月13日
- midnightPumpkin 　2007年5月7日
- 小田ひとみ　2007年6月12日
- Baby Boo　2007年6月18日、2007年8月13日、2007年11月19日
- アッパーグラウンド　2007年7月1日、2007年12月10日
- Pink GARNET　2007年7月22日、2007年8月13日、2007年10月7日、2007年12月22日（YU:RIのみ、マドリガルのキタムラユウキとのユニット「CHELSEA」として出演）
- cara't　2007年7月22日、2007年10月7日
- Elephant Girl　2007年7月23日（Erinaのみ出演）、2007年11月12日、2007年12月22日
- まりもみ（中里真美、加藤理恵、渋谷桃子、加藤みづき）　2007年7月30日
- 玉置成実　2007年8月26日
- 中川麻乃　2007年9月23日、2008年2月11日
- 岡島麻友　2007年9月23日
- 桑原友梨　2007年9月23日、2007年12月22日
- MASH　2007年10月8日、2008年2月18日、2008年3月24日
- 宇宙 (歌手)　2007年10月28日
- Lisa Halim　2007年12月9日
- Gulliver Get　2007年12月17日
- 染谷俊　2007年12月22日
- 城奈菜美　2008年1月7日、2008年3月3日
- 竹内電気　2008年1月14日
- 堂島孝平　2008年1月21日
- ANTY the 紅乃壱　2008年1月28日
- Hearts Grow　2008年2月4日
- ホイフェスタ　2008年2月11日
- アイドリング!!!　2008年2月25日（1号・加藤沙耶香、6号・外岡えりか、9号・横山ルリカが出演。）
- SHOWTA.　2008年3月10日
- 林田健司　2008年3月17日

（この他、東海ラジオアナウンサー・川島葵が2006年12月23日、2007年4月1日他、本番組に時々出演。東海ラジオレポートドライバーの稲葉浩美も最近では、本放送外のおまけコーナーにほぼ毎週出演。）

## コーナー
（以下出典：）

### 終了時まで放送していたコーナー
※2007年10月以降はほぼ毎週ゲストが入るようになり、『返信しましょう』までの5コーナーをやった後20:30頃からゲストコーナー、その後『みくにジャッジハイパー!』結果発表、エンディングといった流れになっていた。
- オープニングなぞなぞ（2008年1月から）・・・時報明けに「突然ですが、なぞなぞです」と言って始まるコーナー。答えをリスナーからメールで募集、正解と番組オリジナルグッズ当選者はエンディングで発表された。
- みくにジャッジハイパー!（2006年7月3日から）・・・毎回決められたテーマで2択ジャッジ。リスナーから意見を募集して多数決を採る。2007年4月からは、『女の気持ち』と題して女性リスナーから寄せられた意見を紹介。2007年10月からは、テーマを主に恋愛に関するものに絞っていた。
- クイズ 今日のワンポイント（2007年10月から）・・・周りにあるものなどの中から、それが何なのかをヒントを出しながら出題。
- 見えちゃうファッション通信（2007年10月から）・・・最新のファッションの情報を紹介。2008年に入ってからは、毎週女性モデルがゲストに入っていた（更に終了後の『おまけコーナー』にも出演していたことが多かった）。
- ドコモ モバイルインデックス（2007年10月から）
- 返信しましょう（2007年10月から）・・・お題のメールの内容に対して、リスナーが返信メールを考えて送るコーナー。その中から気に入ったメール一つがエンディングで発表された。
- メッセージ紹介（番組スタート時から）・・・普通のお便り、メッセージを紹介（2006年6月まではガラガラポイント対象コーナー）。
- おまけコーナー（番組スタート時から）・・・2006年5月8日放送の回よりVライブ配信のみでスタート、番組終了後約15分間放送。本放送内で紹介できなかったメッセージの紹介や、反省会などを放送。一時、『ほっし～』というアシスタント役がこのコーナーに居た。
  - ◆エンディングクイズ（番組スタート時から）・・・みくにの今の様子をクイズにしてリスナーが当てていた。2006年5月8日より、おまけコーナー内に移行。

### それ以前に終了したコーナー
- 2005年10月～2006年3月
  - ◆なかみはな～んだ?・・・何が箱の中に入っているか?みくにが中の物を触りながらトーク。リスナーは何が入っているのかを当てていた。
  - ◆スイートメモリーズ・・・みくにの思い出の曲を紹介。リスナーはその曲名を当てていた。
  - 名古屋グルメ紹介・・・名古屋のおいしい料理とそのお店の紹介。毎回スタッフや、みくにのマネージャー等がメイド役に扮する。ちなみに2月25日は松ヶ下宏之がメイド役を務めた。
- 2005年10月～2006年6月
- オープニング・◆おみくじクイズ・・・みくにが箱の中に入った「大吉」「中吉」「小吉」「凶」（時によって果物や、みくにのCDが入っている場合もあり）を引く。リスナーは何を引いたのかを当てていた。
  - ☆みくにのものまねコーナー・・・歌真似以外での物真似をリスナーから募集し、みくにがそれに挑戦していた。
  - ☆みくにのお笑い川柳・・・みくにがリスナーから募集した川柳の面白さを判定する。最初はカチューシャに吹き戻し（巻き笛）を付けたような物を頭に付け、その吹き戻しの立ち具合によって判定した。のち鈴かタンバリンでの判定に。2006年4月3日からは「ピンポン」「ブー」の音判定→後に、スタジオ内の箱型?アシスタント「ほっし～」による判定に。
- 2006年4月～2006年6月
  - ◆この絵はな～んだ?・・・みくにがその場で何の絵を描いたのかを当てる。抽選で1名に、ここで描いた絵がみくに直筆サイン入りでプレゼントされていた。
- 2006年4月～2006年7月
  - 月1ソング・・・リスナーから歌詞を募集し、番組オリジナルソングを作る。テーマは1ヶ月ごとに変わっていた。

テーマは4月「春」、5月「お母さん」、6月・7月「サラリーマン」。後にこのコーナーから、『キミの願い』（2007年3月14日発売の『Bird』のカップリング曲）という曲が生まれることとなった。
- 2006年7月～2006年9月
  - ◆7時の時報明けキーワード・・・Vライブ上だけでキーワードを発表、抽選で番組オリジナルグッズがプレゼントされる。なお、このコーナーは日曜日16:00に代替放送された時には行われなかった。
  - チャレンジ30（サーティー）・・・スタッフから、またはリスナーから出されるお題にみくにが30秒以内のチャレンジ。成功出来なかった場合はVライブ上で公開される罰ゲームを披露。
- 2006年10月～2006年11月
  - SONG FOR MEMORIES・・・リスナーの思い出に残っている曲とエピソードを紹介し、曲をオンエアー。
- 2006年12月（限定）
  - クリスマスなんで大キライだ～ロンリークリスマス・・・12月中の限定で、リスナーからクリスマスの悲しい、寂しい思い出を募集、2006年12月23日の放送で『ロンリークリスマス大賞』を選出。賞品は『おでんセット』だった。
- 2006年7月～2007年3月
  - みくにクリニック・・・リスナーの悩み事、相談に“セレブ女医”のような口調でみくにが答える。コーナーの最後には“お薬”と称して曲を1曲オンエア。
- 2006年7月～2007年9月
  - HOT TOPICS・・・ファッション、音楽などの流行、国内、海外の面白いニュースを紹介。
- 2007年1月～2007年9月
  - クイズ・マジカル5・・・携帯電話の予測変換機能を利用し、下川の携帯において平仮名を一文字入力し、出てくる言葉を5つ予想。そのうち正解数が最も多かった人に番組オリジナルグッズが贈られる。一週ごとに五十音順で「あ」から順番に実施。2007年4月からは『 - プラス』と題して、ベスト5以外に気になった言葉を1つ合わせて紹介。ただ2007年10月での番組リニューアルに伴い、五十音全て達成出来ず『ゆ』で終了した。
- 2007年4月～2007年9月
  - プロフィールクイズ・・・ある物に関しての“プロフィール”（歴史、成り立ちなど）をスリーヒントの形式で出題（Vライブを見ればよりヒントがわかり易くなることも）、回答はリスナーからメールで募集。番組冒頭、午後7時の時報過ぎ、番組終盤の3回ヒントが出た。
- 2007年6月～2007年9月
  - 響け!カズーの音色・・・カズーを通してどんな言葉を言っているのかをリスナーが当てるコーナー。答えはメールで受け付けていた。ただゲストが入った時にはこのコーナーが休止になることが良くあった。

◆　-　FOMAを見ればすぐ答えがわかるクイズを含むコーナー・・・正解者の中から抽選で番組特製マグカップなどが当たった。
☆　-　ガラガラポイント対象コーナー・・・100ポイント貯まると「みくにのメッセージ付きiショット」というプレゼントと交換出来る。（「お笑い川柳」では“1位・最優秀賞”の人のみにポイントが贈られる。）※2006年6月いっぱいでポイントの贈与は終了。

## その他 企画・出来事等
（以下出典：）
- 2006年12月2日の放送は、Vライブ配信が出来なくなり、エンディングになっても復旧出来ない状態が続いたが、ラジオの放送で『おまけコーナーは見られます』という旨の告知をしていたが、結局19:00過ぎのおまけコーナーも映ることがなく、この日は最後まで復旧することなく終了した（下川はVライブが映らない中で喋っていたという）。
- 2007年4月1日の放送は『エイプリルフール記念　うそ～んと忘れちゃいたいスペシャル』と題して、リスナーの忘れてしまいたいエピソードを募集して、そのエピソードが書かれた紙をシュレッダーに入れていた。